# Bruno Tacke
Bruno Tacke, född 26 augusti 1861 i Wissen an der Sieg, död 28 oktober 1942 i Hohenlimburg vid Hagen, var en tysk lantbrukskemist.
Tacke studerade vid universitetet i Giessen, där han vann filosofie doktorsgrad, och vid lantbrukshögskolan i Berlin. Han var 1884-88 assistent vid lantbruksakademiens i Poppelsdorf växtfysiologiska försöksstation och från 1889 vid mosskulturstationen i Bremen, för vilken han 1891 blev föreståndare. Därmed förenades föreståndarskapet för Preussens Zentralmoorkommission i Berlin och ledningen av de offentliga åtgärderna för mossodlingens främjande i Tyskland. 
Tacke utvecklade en tämligen omfattande författarverksamhet på mossodlingens område, huvudsakligen genom artiklar i "Protokolle der Zentralmoorkommission", "Landwirtschaftliche Jahrbücher" och "Mitteilungen des Vereins zur Förderung der Moorkultur im Deutschen Reiche". Han tilldelades geheimeregeringsråds titel.